# Torre Flak

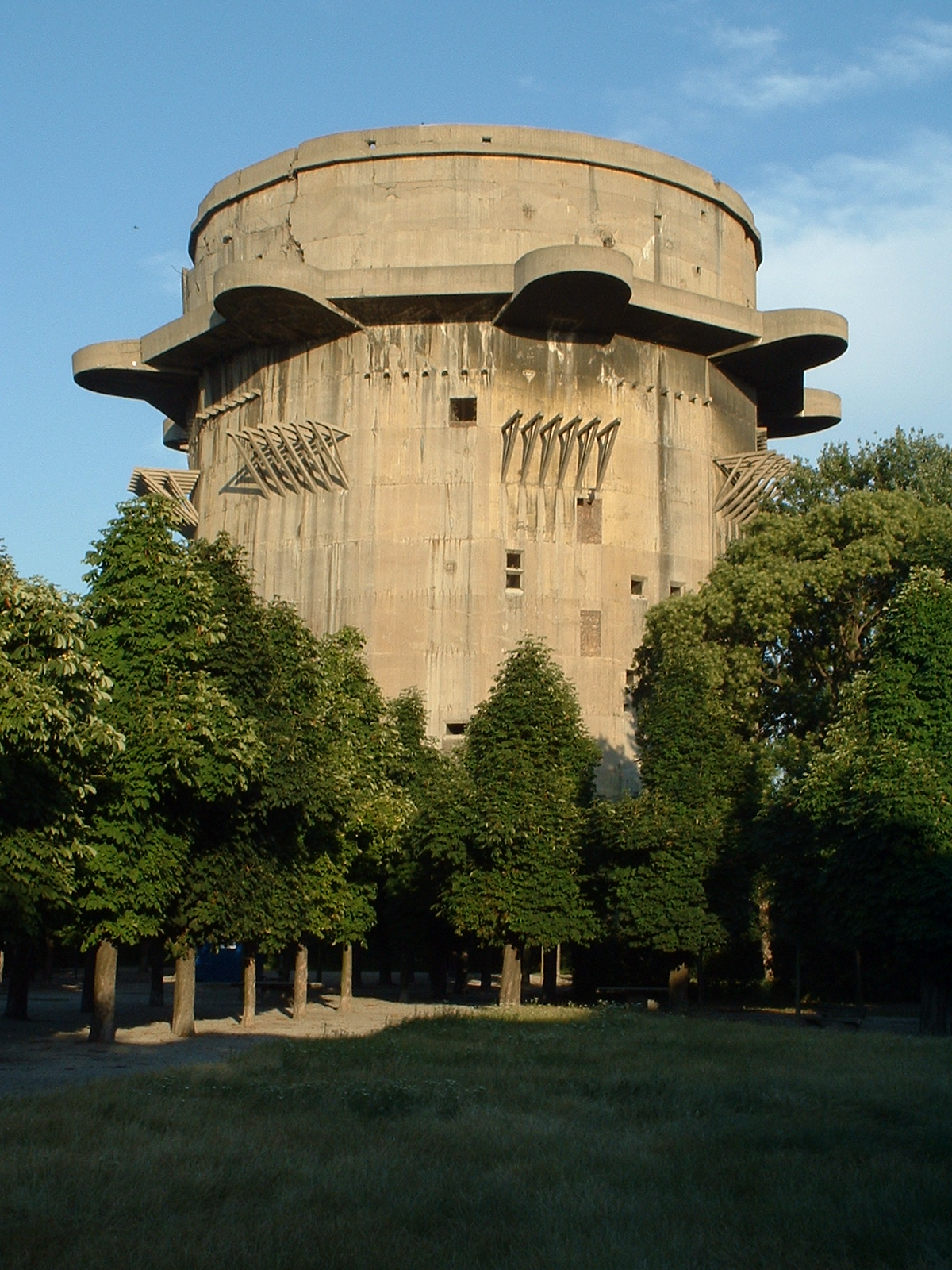
La torre de combat a l'Augarten a Viena

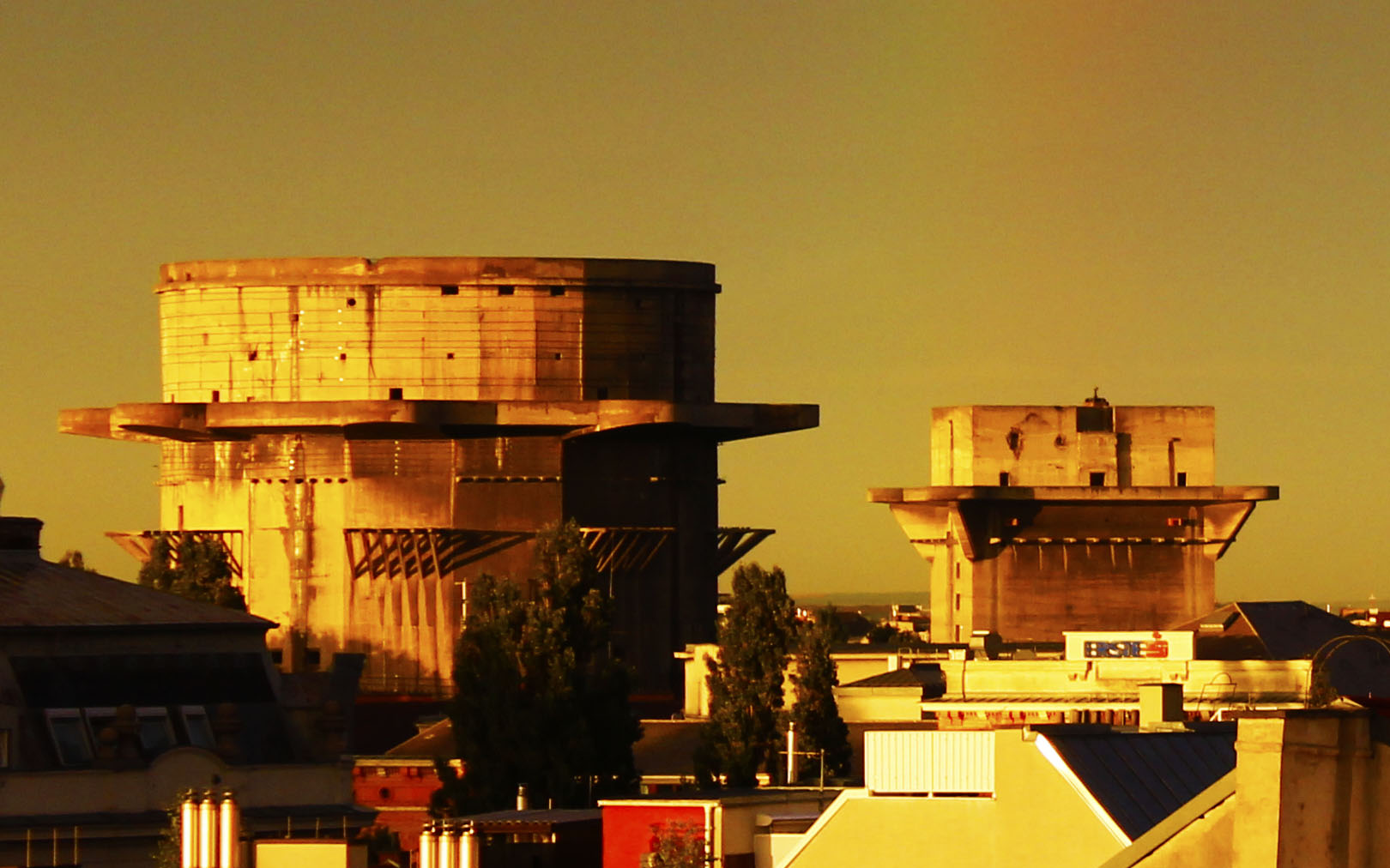
Torre de combat (esquerra) i d'estat major (dreta) a Viena

Una Torre Flak o torre per a canons de defensa antiaèria (en alemany Flakturm) és un tipus de búnquer del qual se'n van construir una sèrie de vuit a Berlín, Hamburg i Viena durant la Segona Guerra Mundial. A més de la funció de protecció, també tenien una funció de combat com que al pis superior s'instal·laven canons antiaeris pesats.
Hitler va ordenar-ne la construcció després dels atacs de la Royal Air Force de 1940. Formen un exemple de l'arquitectura sota el nazisme i no existeixen edificis semblants a altres països. Els SS en col·laboració amb «l'exèrcit de la construcció» de l'Organització Todt van abusar de milers de presoners que havien de treballar com esclaus durant l'obra.

## Concepció
Durant la guerra es van construir vuit torres bessones, segons els plans de l'arquitecte i urbanista Friedrich Tamms de Schwerin, a més de l'equipament militar, podien albergar fins a 30.000 persones i emmagatzemar llargues quantitats d'obres d'art, com va passar, per exemple, amb l'altar de Zeus a Pèrgam. Sempre hi havia dues torres bessones: una torre de combat connectada amb una segona, més petita, d'estat major.

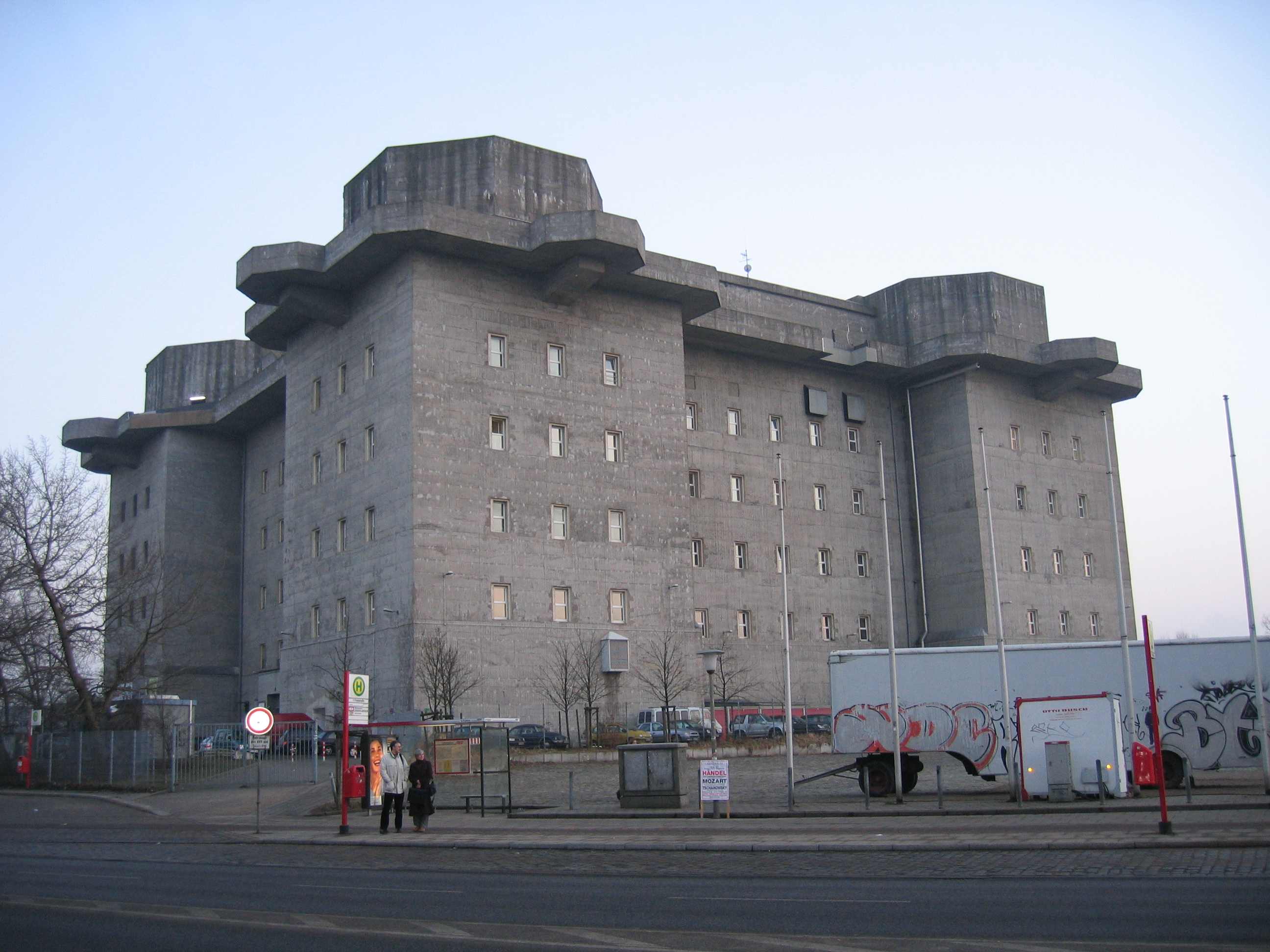
Torre de combat de la Flak IV a Sankt Pauli a Hamburg

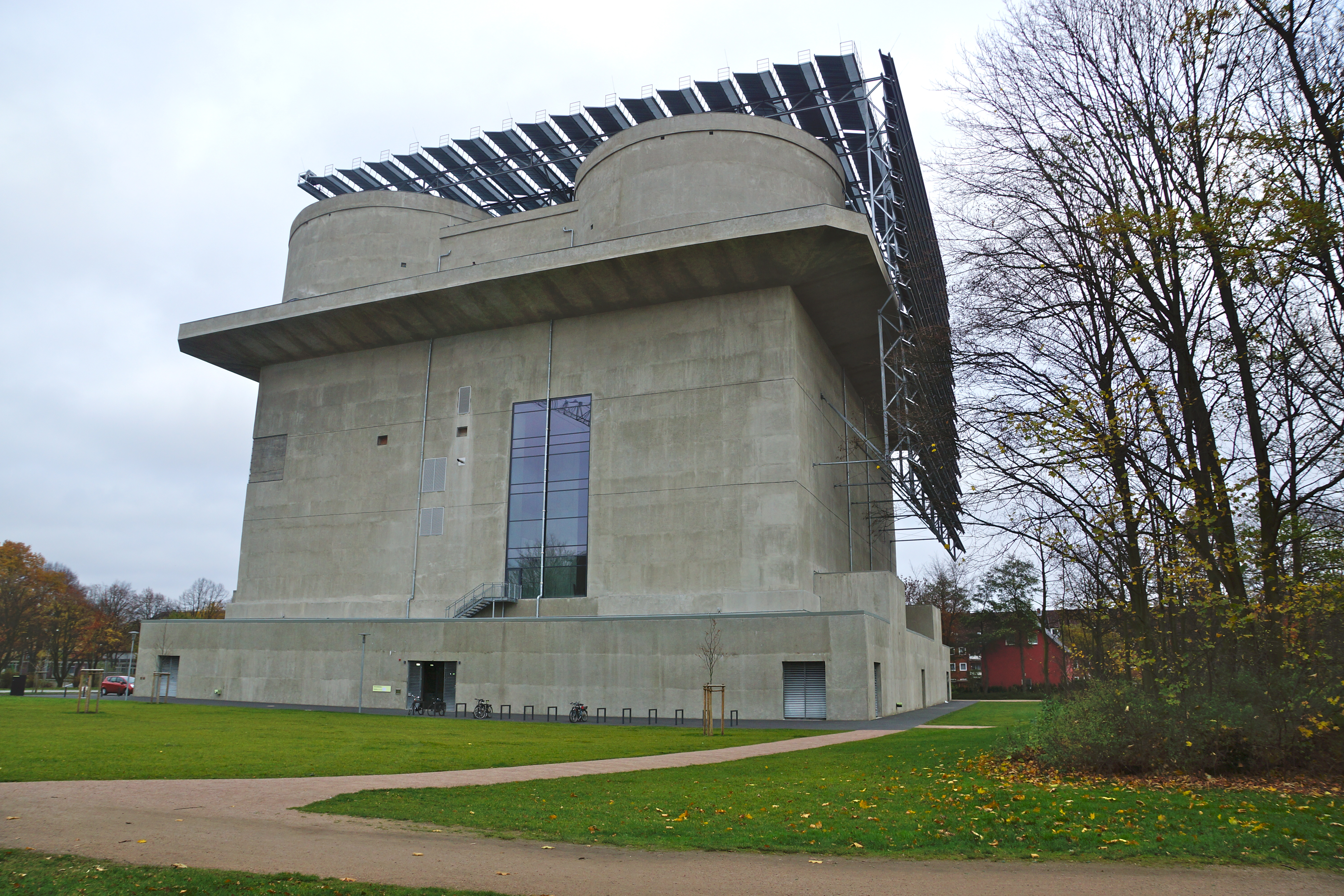
Torre de Wilhelmsburg reformada en búnquer de l'energia

### Torre de combat
N'hi ha de tres tipus. A cada torre de combat es trobaven quatre canons bessons de 128 mm i uns canons de 20 mm a plataformes més baixes per a defendre's contra avions a baixa altitud.
| dimensions                 | tipus 1 | tipus 2 | tipus 3 |
| -------------------------- | ------- | ------- | ------- |
| llargària [m]              | 75      | 57      | 43      |
| amplària [m]               | 75      | 57      | 43      |
| altitud [m]                | 39      | 42      | 55      |
| gruix de parets [m]        | 3,5     | 2       | 2,5     |
| espessor taulat [m]        | 5       | 3,5     | 3,5     |
| Comparació dels tres tipus |         |         |         |

### Torre d'estat major
La torre d'estat major era connectada amb la torre ofensiva amb túnels per als cables amb un diàmetre fins a 1,50 m, parcialment accessibles als soldats. Contenia l'equipament per a conduir i dirigir els atacs, el radar, els sistemes d'informació, etc. Era més petita i no contenia gaire armes, tret d'uns petits canons.

## Ús i importància

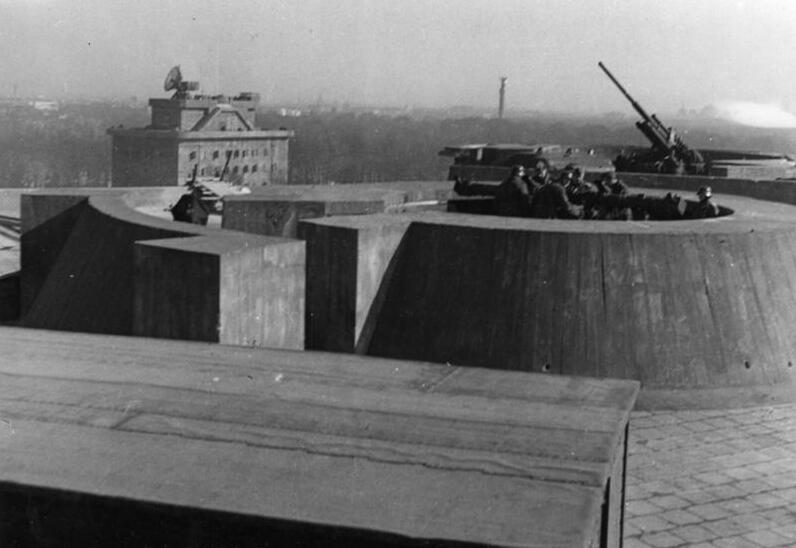
Teulat de la Torre FLAK I a Berlín el 1942

L'objectiu principal era obtenir una plataforma prou elevada que feia possible d'utilitzar el canons antiaeris Flak i Flak-Zwilling, al mig de les ciutats amb la seva població densa. Sense tal plataforma, la pressió de gas al moment del tir hauria fet impossible d'utilitzar-les en tal situació. Els canons podien disparar fins a 12 projectils de 46 kg amb una ogiva de 26,2 kg per minut. Per la posició alta de la torre, els obusos podien atènyer l'abast maximal de 20,9 km i l'altitud maximal de 14,8 km. La seva instal·lació dins d'un búnquer permetia de continuar les operacions mentre un atac d'artilleria.
Les torres també van servir per protegir la població civil i per a conservar obres d'art. Cada búnquer tenia la seva central elèctrica i el seu aprovisionament d'aigua captada de fonts subterrànies. El règim nazi les feia servir per a la seva propaganda: les torres havien de ser el símbol concret que l'estat nazi protegia la gent contra l'enemic. Creava llocs de treball, almenys per a les dues torres primeres, abans que els nazis van preferir la mà d'obra gratuïta dels presoners. Conscients de la dificultat d'enderrocar-les, també era previst vestir-les en estil neoclàssic i integrar-les al panorama urbà com a fortaleses antigues després de la guerra. Això és la raó de la construcció de finestres, que des del punt de vist militar eren inútils i de més, llocs vulnerables.
Durant la batalla de Berlín d'abril i maig de 1945, les torres van provar la seva eficiència i impedir considerablement el progrés de l'Exèrcit Roig. Només després de la capitulació incondicional de la Wehrmacht van deixar de disparar i obrir les portes a l'exèrcit roig.

## Després de la guerra
Les torres de Berlín van ser dinamitades i les restes desmantellades o cobertes després de la guerra. La torre central d'Hamburg va transformar-se en Mediabunker o torre dels mitjans de comunicació, a la qual, entre d'altres, grups de músics aprofiten l'espessor de les parets per a assajar sense molestar els veïns. La Torre Flak VI de Wilhelmsburg, després d'uns projectes fracassats, va ser transformada de 2011 al 2014 en búnquer de les energies renovables. Només les torres de Viena van més o menys romandre a l'estat original.
Antany era difícil de dinamitar-les, llevat a Berlín, perquè es troben al mig de barris habitats. És quasi impossible de desmantellar-les de manera tradicional, atesa l'espessor de les parets. Avui són catalogades com a monument històric.